# Makoto Tanaka
Makoto Tanaka (Japonês: 田中 誠, Tanaka Makoto; Shizuoka, 8 de Agosto de 1975) é um ex-futebolista japonês, que atuava como defensor.

## Carreira
Makoto Tanaka representou a Seleção Japonesa de Futebol nas Olimpíadas de 1996.
Jogando na posição de defesa na J-league pelo Avispa Fukuoka. Foi convocado para fazer parte da selecção japonesa presente no Mundial de 2006, mas foi forçado a desistir devido a uma lesão na coxa.

## Títulos
Japão
- Copa da Ásia: 2004